# Five O'Clock Heroes
 (octobre 2012).
Si vous disposez d'ouvrages ou d'articles de référence ou si vous connaissez des sites web de qualité traitant du thème abordé ici, merci de compléter l'article en donnant les références utiles à sa vérifiabilité et en les liant à la section « Notes et références ».
Five O'clock heroes est un groupe new-yorkais de new wave formé en 2003. Il compte à ce jour quatre membres : Antony Ellis (guitare rythmique et voix), Teddy Griffith (guitare soliste), Adam Morse (basse) et Tom Smith (batterie).

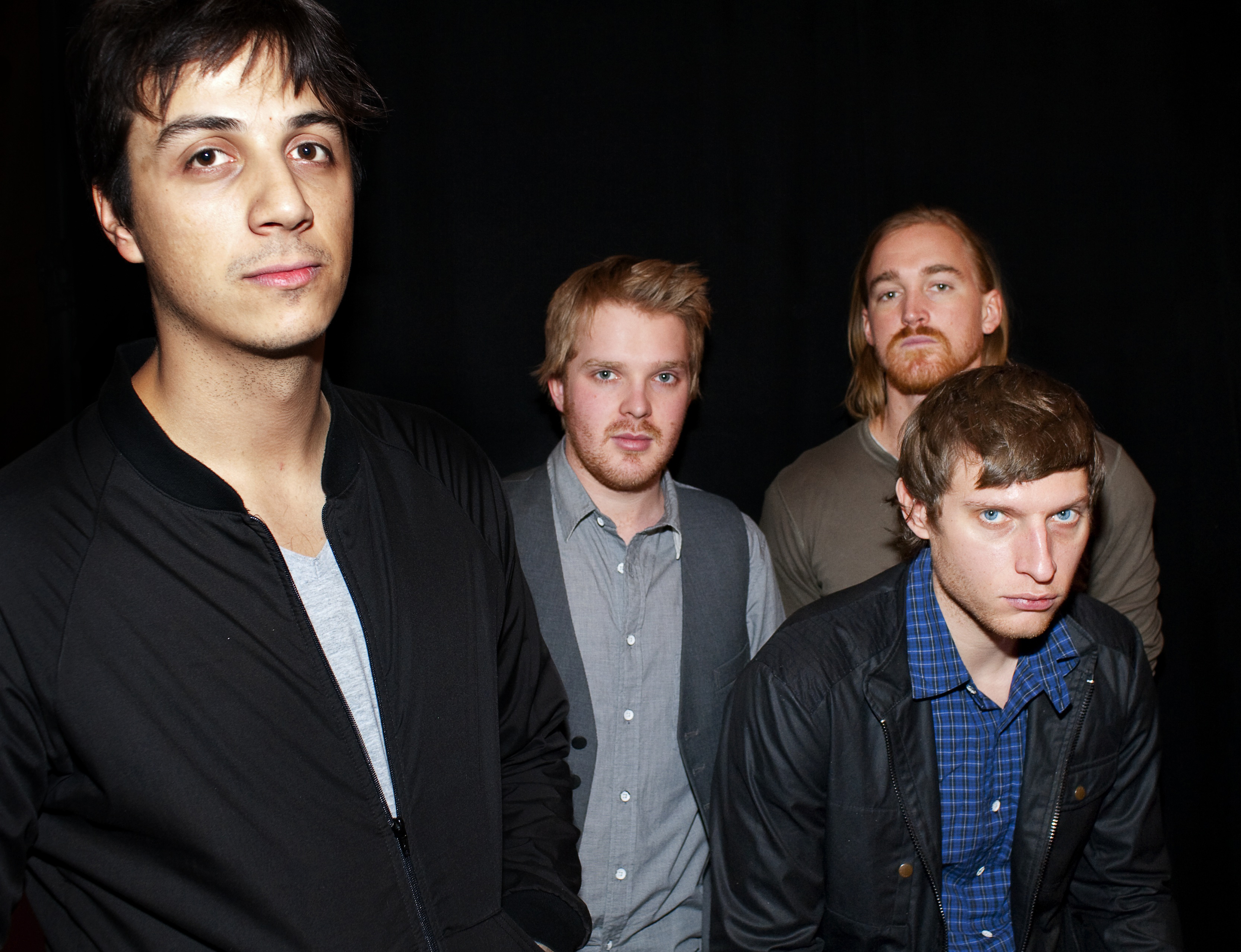
Five O'clock heroes en 2010.

Leur premier single, Who, est un duo avec le mannequin britannique Agyness Deyn.

## Discographie
- Bend to the Breaks, 18 septembre 2006
- Speak Your Language, 7 juillet 2008
- Different Times, 15 février 2011